# Ungmennafélagið Víkingur
La Ungmennafélagið Víkingur, nota come Víkingur Ólafsvík o Víkingur Ó. (per distinguerla dall'omonima società della capitale islandese il Knattspyrnufélagið Víkingur) è una società calcistica islandese con sede nella città di Ólafsvík. Milita in 2. deild karla, la terza serie del campionato islandese di calcio.

## Storia
La società ha sempre partecipato a campionati minori, la vittoria della 2. deild karla (due volte, cui si aggiunge una quarta promozione), la terza serie del calcio islandese, è il risultato di maggior prestigio oltre la promozione in prima divisione. Nel 2013, ha partecipato per la prima volta alla Úrvalsdeild in virtù del secondo posto ottenuto nella 1. deild karla del 2012. Vincendo la 1.deild karla 2015, ha guadagnato la seconda promozione in massima divisione.

## Palmarès

### Competizioni nazionali
- 1. deild karla: 1

2015
- 2. deild karla: 2

1974, 2010
- 3. deild karla: 1

2003

### Altri piazzamenti
- Coppa d'Islanda:

Semifinalista: 2010, 2018
- Coppa di Lega islandese:

Semifinalista: 2013
- 1. deild karla:

Promozione: 2012

## Organico

### Rosa 2013
| N. |                                 | Ruolo | Calciatore                |
| -- | ------------------------------- | ----- | ------------------------- |
| 1  | Islanda (bandiera)              | P     | Einar Hjörleifsson        |
| 2  | Togo (bandiera)                 | D     | Abdel-Farid Zato-Arouna   |
| 5  | Islanda (bandiera)              | C     | Björn Pálsson             |
| 6  | Islanda (bandiera)              | D     | Damir Muminovic           |
| 7  | Polonia (bandiera)              | D     | Tomasz Luba               |
| 8  | Islanda (bandiera)              | A     | Guðmundur Magnússon       |
| 9  | Islanda (bandiera)              | A     | Kristinn Magnús Pétursson |
| 10 | Islanda (bandiera)              | C     | Steinar Már Ragnarsson    |
| 12 | Islanda (bandiera)              | P     | Jón Haukur Hilmarsson     |
| 13 | Bosnia ed Erzegovina (bandiera) | D     | Emir Dokara               |
| 14 | Islanda (bandiera)              | C     | Heiðar Atli Emilsson      |

| N. |                                 | Ruolo | Calciatore              |
| -- | ------------------------------- | ----- | ----------------------- |
| 17 | Islanda (bandiera)              | C     | Eyþór Helgi Birgisson   |
| 18 | Islanda (bandiera)              | C     | Alfreð Már Hjaltalín    |
| 20 | Bosnia ed Erzegovina (bandiera) | C     | Eldar Masic             |
| 21 | Islanda (bandiera)              | A     | Fannar Hilmarsson       |
| 22 | Islanda (bandiera)              | D     | Brynjar Kristmundsson   |
| 23 | Islanda (bandiera)              | C     | Dominik Bajda           |
| 24 | Slovenia (bandiera)             | C     | Jernej Leskovar         |
| 30 | Lettonia (bandiera)             | P     | Kaspars Ikstens         |
|    | Islanda (bandiera)              | D     | Ólafur Hlynur Illugason |
|    | Islanda (bandiera)              | A     | Heimir Þór Ásgeirsson   |

### Rosa 2012
| N. |                                 | Ruolo | Calciatore                |
| -- | ------------------------------- | ----- | ------------------------- |
| 1  | Islanda (bandiera)              | P     | Einar Hjörleifsson        |
| 5  | Islanda (bandiera)              | C     | Helgi Óttarr Hafsteinsson |
| 6  | Islanda (bandiera)              | D     | Hilmar Þór Hilmarsson     |
| 7  | Inghilterra (bandiera)          | D     | Clark Keltie              |
|    | Polonia (bandiera)              | D     | Tomasz Luba               |
| 8  | Islanda (bandiera)              | C     | Kristján Óli Sigurðsson   |
| 9  | Islanda (bandiera)              | C     | Birgir Hrafn Birgisson    |
| 10 | Islanda (bandiera)              | C     | Þorsteinn Már Ragnarsson  |
| 11 | Bosnia ed Erzegovina (bandiera) | C     | Edin Beslija              |
|    | Lettonia (bandiera)             | C     | Janis Vaitkus             |
| 12 | Islanda (bandiera)              | P     | Jón Haukur Hilmarsson     |

| N. |                                 | Ruolo | Calciatore                    |
| -- | ------------------------------- | ----- | ----------------------------- |
| 13 | Bosnia ed Erzegovina (bandiera) | D     | Emir Dokara                   |
| 14 | Islanda (bandiera)              | C     | Heiðar Atli Emilsson          |
| 17 | Islanda (bandiera)              | A     | Guðmundur Steinn Hafsteinsson |
| 18 | Islanda (bandiera)              | C     | Alfreð Már Hjaltalín          |
| 19 | Islanda (bandiera)              | A     | Guðmundur Magnússon           |
| 20 | Bosnia ed Erzegovina (bandiera) | C     | Eldar Masic                   |
| 21 | Islanda (bandiera)              | A     | Fannar Hilmarsson             |
| 23 | Islanda (bandiera)              | C     | Dominik Bajda                 |
| 24 | Lettonia (bandiera)             | D     | Artjoms Gončars               |